# 小行星1506
小行星1506（1506 Xosa）是一颗围绕太阳公转的小行星。1939年5月15日，西里爾·傑克遜在约翰内斯堡发现了此天体。
該小行星以南非的科薩人命名。
这颗小行星的绝对星等为45.35832016800379等。